# Raph Koster
Raphael "Raph" Koster, född 7 september 1971 på Long Island, New York, är en amerikansk datorspelsdesigner och författare, mest känd för att ha varit en av de ledande utvecklarna bakom Ultima Online och creative director för Star Wars Galaxies (SWG). Koster är en av huvudaktörerna bakom utvecklingen av MMORPG som genre.
Koster har en collegeexamen från University of Tuscaloosa och kom att delta i utvecklingen av LegendMUD. Han är en av grundarna (charter member) av Academy of Interactive Arts and Sciences och en ofta anlitad talare vid konferenser inom framför allt datorspelsindustrin.
Efter att ha lämnat Origin Systems knöts Koster till Sony Online Entertainment (SOE) där han efter SWG varit chief creative officer under utvecklingen av Untold Legends och creative consultant för Champions: Return to Arms och expansioner av SWG, även efter att han 2004 lämnat SOE.
Koster är en av de mest kända spelutvecklarna och något av en ikon inom onlinespel, även om inte alla är odelat positiva till hans inflytande. En stor del av hans rykte grundas på en utåtriktad och öppen dialog som han kontinuerligt för med andra utvecklare och i media, främst via internet men också i press.